# Blue Jasmine
Blue Jasmine (bra/prt: Blue Jasmine) é um filme estadunidense de comédia dramática de 2013, escrito e dirigido por Woody Allen e estrelado por Cate Blanchett. O filme conta as experiências de Jasmine, uma socialite nova-iorquina de Manhattan, que, ao cair na pobreza e falta de moradia, tem de enfrentar a situação de conviver com a irmã cafona em São Francisco (Califórnia), Ginger. Jasmine terá que se acostumar com a nova vida que leva, sem luxo como antes. Foi lançado em 26 de julho de 2013 em Nova York e Los Angeles. O lançamento no Reino Unido do filme foi em 27 de setembro. Alguns críticos compararam o filme à peça teatral A Streetcar Named Desire.

## Sinopse
Uma mulher rica (Cate Blanchett) perde todo seu dinheiro e é obrigada a morar em São Francisco com sua irmã (Sally Hawkins), em uma casa muito mais modesta. Ela acaba encontrando um homem (Peter Sarsgaard) na Bay Area que pode resolver seus problemas financeiros, mas antes ela precisa descobrir quem ela é, e precisa aceitar que São Francisco será sua nova casa.[carece de fontes?]

## Elenco
- Cate Blanchett — Jeanette "Jasmine" Francis
- Alec Baldwin — Harold "Hal" Francis
- Bobby Cannavale — Chili, o noivo de Ginger
- Louis C.K. — Al, amante de Ginger
- Andrew Dice Clay — Augie, ex-marido de Ginger
- Sally Hawkins — Ginger, irmã de Jasmine
- Peter Sarsgaard — Dwight Westlake, diplomata
- Michael Stuhlbarg — Dr. Flicker[10]
- Tammy Blanchard — Jane
- Max Casella — Eddie
- Alden Ehrenreich — Danny Francis, filho de Hal

## Prêmios e indicações
| Prêmio             | Categoria                | Recipiente     | Resultado |
| ------------------ | ------------------------ | -------------- | --------- |
| Oscar 2014         | Melhor atriz             | Cate Blanchett | Venceu    |
| Oscar 2014         | Melhor atriz coadjuvante | Sally Hawkins  | Indicado  |
| Oscar 2014         | Melhor roteiro original  | Woody Allen    | Indicado  |
| Globo de Ouro 2014 | Melhor atriz - drama     | Cate Blanchett | Venceu    |
| Globo de Ouro 2014 | Melhor atriz coadjuvante | Sally Hawkins  | Indicado  |
| BAFTA 2014         | Melhor atriz             | Cate Blanchett | Venceu    |
| BAFTA 2014         | Melhor roteiro original  | Woody Allen    | Indicado  |
| BAFTA 2014         | Melhor atriz coadjuvante | Sally Hawkins  | Indicado  |

## Produção
No final de março de 2012, foi anunciado que Cate Blanchett estava sendo observada para o papel principal. Isto foi confirmado mais tarde, juntamente com o resto do elenco principal em junho de 2012. Em preparação para seu papel, Blanchett explicou, "Eu fiz um monte de pessoas assistirem. Bebi o meu quinhão de rosé. No final, eu tive que interpretar a anti-heroína que Woody está escrevendo, mas é claro que eu pensei sobre o escândalo Madoff, porque esse é o holocausto da crise financeira. E há muitas, muitas mulheres assim. segui-los como todo mundo fez, mas como atriz você voltar e você está um pouco mais forense sobre essas relações".
A gravação foi filmada em 2012 em Nova York e São Francisco. Letty Aronson, Stephen Tenenbaum e Edward Walson serviram como produtores do filme. Sony Pictures Classics distribuiu o filme, que marca a sexta colaboração entre a etiqueta e Allen.

## Lançamento
Blue Jasmine teve um lançamento limitado em seis teatros em Los Angeles e Nova York, em 26 de julho de 2013 e teve ampla expansão em 23 de agosto de 2013.
Woody Allen se recusou a liberar Blue Jasmine na Índia, porque ele se opôs aos anúncios antitabaco que o governo indiano exige nos cinemas antes e durante os filmes que apresentam cenas com personagens fumando".

## Recepção

### Bilheteria
O filme recebeu um lançamento lento, modelado após o lançamento de Meia-Noite em Paris, que arrecadou um valor estimado de US$ 612 767 dólares em seus três primeiros dias, que teve lugar em seis teatros em Los Angeles e Nova York. Foi de Allen "melhor abertura média de sempre per-screen" e maior média per-screen do ano, batendo Spring Breakers' "impressionante estréia em três telas".

## Resposta da crítica
Rotten Tomatoes dá ao filme uma pontuação de 91%, com uma classificação média de 8,1 de 10, baseado em 182 comentários. O filme obteve "certificação fresca". O consenso do site é "Blue Jasmine, de Woody Allen encontra o diretor no auge de fim de período formulário e beneficiando de um elenco soberbo liderado por Cate Blanchett". No Metacritic, o filme recebeu uma pontuação de 78/100 com base em 47 comentários.